# Love Like This
"Love Like This" to piosenka pop stworzona przez Louisa Biancaniello'a, Rica Love’a, Ryana Teddera, Sama Wattersa, Kiseana Andersona i Wayne’a Wilkinsa na trzeci, studyjny album Natashy Bedingfield "Pocketful of Sunshine" (2008). Wyprodukowana przez Runawayz oraz nagrana wspólnie z Seanem Kingstonem, piosenka stała się głównym amerykańskim singlem promującym wydawnictwo.
Utwór wydany został w Ameryce Północnej dnia 2 października 2007 roku jako główny singel promujący krążek "Pocketful of Sunshine" (2008). W Wielkiej Brytanii piosenka ukazała się dnia 16 marca 2008 w systemie digital download. Utwór odniósł komercjalny sukces zajmując pozycje w Top 20 oficjalnych notowań w Ameryce Północnej oraz zdobywając szczyt listy Billboard Hot Dance Club Play. W roku 2008 "Love Like This" został odznaczony platynową płytą przez Recording Industry Association of America.

## Teledysk
Teledysk do singla reżyserowany był przez Gill Greena oraz wyprodukowany przez Merge @ Crossroads. Filmowany w Los Angeles, Kalifornii klip ukazuje powrót Bedingfield do swojego poprzedniego chłopaka. Videoclip rozpoczyna ujęcie z artystką śpiewającą w parku. Nagle wokalistka spotyka swojego chłopaka z przeszłości. Spotykają się oraz spędzają wspólnie czas urządzając sobie piknik. Klip zawiera również sceny w których Natasha Bedingfield tańczy oraz śpiewa wspólnie z Seanem Kingstonem w klubie.
Teledysk odbył premierę dnia 27 października 2007 roku na oficjalnej, amerykańskiej stronie internetowej artystki.

## Listy utworów i formaty singla
Singel digital download

(Wydany 2 października 2007)
1. "Love Like This" – 3:45

Digital EP

(Wydany 15 stycznia 2008)
1. "Love Like This" (Johnny Vicious Club vox) – 9:43
2. "Love Like This" (Johnny Vicious Radio mix) – 3:53
3. "Love Like This" (Kings of Tomorrow Club mix) – 6:31
4. "Love Like This" (Johnny Vicious Warehouse mix) – 5:44

12" vinyl singel

(Wydany 2007)
1. "Love Like This" (Johnny Vicious Club vox) – 9:47
2. "Love Like This" (Johnny Vicious Radio mix) – 3:53
3. "Love Like This" (Kings of Tomorrow Club mix) – 6:21
4. "Love Like This" (Johnny Vicious Warehouse mix) – 5:42

Promocyjny CD singel

(Wydany listopad 2007)
1. "Love Like This" (Johnny Vicious Club Vox mix) – 9:47
2. "Love Like This" (Johnny Vicious Radio mix) – 3:53
3. "Love Like This" (Johnny Vicious Club dub) – 8:32
4. "Love Like This" (Johnny Vicious Warehouse mix) – 5:42

## Pozycje na listach
| Lista przebojów (2008)            | Najwyższa pozycja |
| --------------------------------- | ----------------- |
| Irlandia Singles Chart            | 34                |
| Kanada Billboard Hot 100          | 9                 |
| Niemcy Singles Chart              | 33                |
| Nowa Zelandia RIANZ Singles Chart | 5                 |
| UK Singles Chart                  | 20                |
| USA Billboard Hot 100             | 11                |
| USA Billboard Pop 100             | 10                |
| USA Billboard Hot Dance Club Play | 1                 |
| United World Chart                | 18                |